# Palnatoke
Tord Palnason más conocido como Palnatoki o Palnatoke (nórdico antiguo: Pálnatóki o Pálna-Tóki) era un legendario héroe y caudillo vikingo danés de la isla de Fionia. Hijo del jarl Pallig Tokesøn, fue tutor y mentor de Svend I de Dinamarca, hijo del rey danés Harald Blåtand, y un firme defensor del paganismo nórdico. Palnetoke convenció al rey Svend I para emprender la guerra contra su propio padre y según algunos registros medievales el mismo Palnetoke mató a Harald. Al margen de motivos de competencia religiosa, pudo existir un sentimiento de venganza por la muerte de su abuelo, el gauta Jarl Ottar, asesinado cuando Harald invadió Götaland.
Según la saga Jomsvikinga, Palnatoke fundó la hermandad de los Jomsvikings, una suerte de mercenarios vikingos, e instituyó sus leyes, aunque hay dudas de algunos historiadores sobre eso.
En Gesta Danorum se explica como Palnatoke (o Toko) fue obligado por el rey Harald a disparar una flecha a una manzana depositada en la cabeza de su único hijo mientras corría por una pendiente cuesta abajo. El argumento legendario de disparar una flecha a una manzana sobre la cabeza de un muchacho es común en otros escenarios de naciones germánicas, como la historia de Agilaz en la Þiðrekssaga, Guillermo de Cloudesley en una balada inglesa, Hemming Wolf en Holstein, una leyenda de Renania en Malleus Maleficarum, y el más famoso Guillermo Tell en Suiza.
El nombre se ha interpretado de dos formas distintas. La primera es un patronímico alternativo del nórdico antiguo que significa "Tóki (hijo de) Palni (o Palnir)". La otra opción es un apelativo informal que significa Tóki-eje o Tóki el Arquero.
Palnatoke ha sido motivo de profundos trabajos por parte de dos influyentes autores daneses del romanticismo a principios del siglo XIX. Adam Gottlob Oehlenschläger escribió una tragedia titulada Palnatoke en 1809. Nikolai Frederik Severin Grundtvig escribió una historia titulada también Palnatoke en 1804 y en 1809–11 un trabajo dramático en dos volúmenes de poesía, Optrin af Kæmpelivets Undergang i Nord («Escenas de destrucción, grandes vidas en el norte»), que trata de Palnatoki y Sigurd pensado como parte de un masivo proyecto poético que consiste en episodios históricos dramatizados y relecturas de sagas a lo largo de mil años desde la llegada de Odín a Escandinavia por vía de leyendas de los volsungos y nibelungos hasta la caída de Jomsborg con la muerte de Palnetoke y el triunfo de la Cristiandad.